# Topola Maksymowicza
Topola Maksymowicza (Populus suaveolens Fisch. ex Poit. & A.Vilm.) – gatunek drzewa z rodziny wierzbowatych (Salicaceae). Występuje naturalnie w północno-wschodniej Azji i Japonii.

## Morfologia
PokrójPosiada kopulasty pokrój. Jest to często niskie drzewo.
KoraKora ma szarą barwę. Jest lekko spękana.
PędyPędy są graniaste i nagie.
LiścieLiście są osadzone gęsto i równomiernie. Rozwijają się wczesną wiosną. Są zaokrąglone, a na długopędach mogą mieć romboidalny kształt. Od spodu mają białawo-zieloną barwę i są nieco owłosione w zagłębieniach nerwów u nasady liścia. Liście są skórzaste i pomarszczone.
KwiatyPosiadają wyjątkowo okazałe kotki.